# Erina viriditincta
Erina viriditincta är en fjärilsart som beskrevs av Tite 1963. Erina viriditincta ingår i släktet Erina och familjen juvelvingar. Inga underarter finns listade i Catalogue of Life.